# Paolo Giulietti

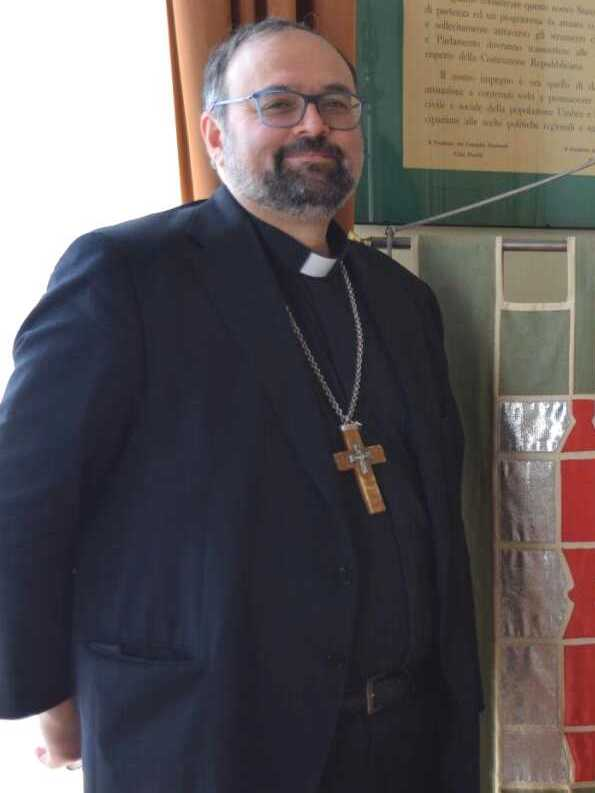
Paolo Giulietti, 2017

Erzbischofswappen von Paolo Giulietti

Paolo Giulietti (* 1. Januar 1964 in Perugia, Italien) ist ein italienischer Geistlicher und römisch-katholischer Erzbischof von Lucca.

## Leben
Paolo Giulietti empfing am 29. September 1991 durch den Erzbischof von Perugia-Città della Pieve, Ennio Antonelli, die Priesterweihe. Ab 2010 war er Generalvikar des Erzbistums Perugia-Città della Pieve.
Papst Franziskus ernannte ihn am 30. Mai 2014 zum Titularbischof von Termae Himerae und zum Weihbischof in Perugia-Città della Pieve. Die Bischofsweihe spendete ihm der Erzbischof von Perugia-Città della Pieve, Gualtiero Kardinal Bassetti, am 10. August desselben Jahres. Mitkonsekratoren waren der emeritierte Präsident des Päpstlichen Rates für die Familie und ehemalige Bischof von Perugia-Città della Pieve, Ennio Kardinal Antonelli, und der Alterzbischof von Perugia-Città della Pieve, Giuseppe Chiaretti.
Am 19. Januar 2019 ernannte ihn Papst Franziskus zum Erzbischof von Lucca. Die Amtseinführung erfolgte am 12. Mai desselben Jahres.